# Preem

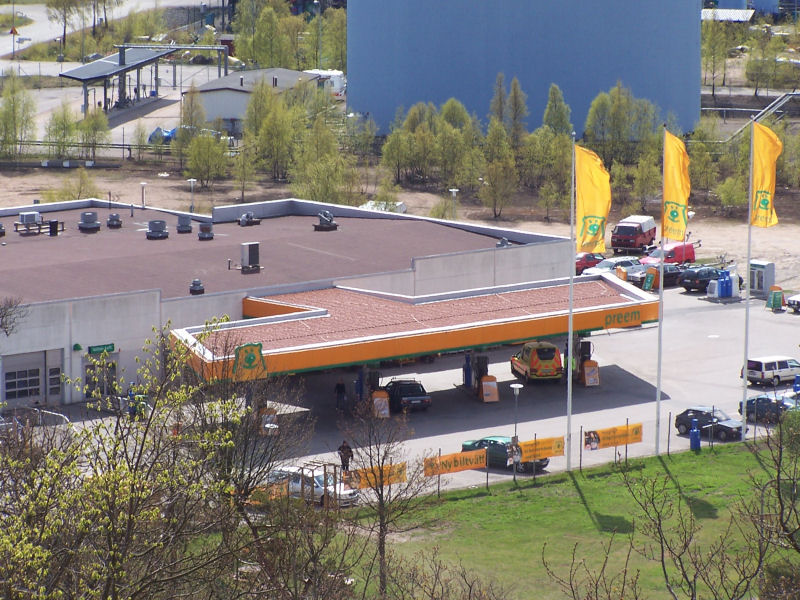
Preem-Tankstelle in Karlskrona

Preem Petroleum AB (von englisch preeminent, deutsch etwa „hervorragend“, „unübertroffen“) ist Schwedens größtes Mineralölunternehmen, das im Besitz der Corral Petroleum Holdings AB ist.
Das Unternehmen entstand im Mai 1996 aus dem bis 1994 staatlichen schwedischen Industrieunternehmen OK Petroleum. Preem betreibt zwei Erdölraffinerien (Preemraff Lysekil und Preemraff Göteborg) sowie eine Schmiermittelfabrik in Göteborg. Es befindet sich im Eigentum von Mohammed Hussein Al Amoudi (Saudi-Arabien/Äthiopien). Das Unternehmen unterhält ein eigenes Tankstellennetz mit etwa 470 Tankstellen für Privatpersonen sowie 215 Tankstellen für Schwerverkehr und hatte 2007 einen Marktanteil zwischen 10 und 20 %.
Preem deckt etwa 80 % der schwedischen Raffineriekapazitäten, was etwa 30 % in den Nordischen Ländern entspricht. 60 % der Produktion gehen in den Export.